# Песанья, Нилу
Ни́лу Проко́пиу Песа́нья (порт. Nilo Procópio Peçanha; 2 октября 1867, Кампус-дус-Гойтаказис, штат Рио-де-Жанейро, Бразильская империя — 31 марта 1924, Рио-де-Жанейро, Бразилия) — бразильский государственный деятель, адвокат, седьмой президент Бразилии (1909—1910).
Песанья — первый и пока единственный мулат на посту президента Бразилии.

## Биография
Родился в малообеспеченной семье пекаря из штата Рио-де-Жанейро. В 1887 году окончил юридический факультет в Ресифи (впоследствии — Федеральный университет Пернамбуку).
Его женитьба на Ане де Кастро Белисарио Соареш де Соуза, представительнице знатного аристократического рода, ознаменовалась социальным скандалом, поскольку невесте пришлось бежать из родного дома, чтобы вступить в брак с бедным мулатом, хотя он уже был перспективным политическим деятелем.
Из-за своего происхождения и цвета кожи он часто высмеивался в прессе. В молодости местная элита назвала его метисом Морро-ду-Коко.
С провозглашением республики вошёл в состав Конституционной ассамблеи Бразилии (1890).
В 1903 году был избран сенатором, а вскоре занял пост губернатора родного штата. В 1906 году был избран вице-президентом Бразилии и 15 ноября официально вступил в должность. Одновременно являлся президентом Сената Бразилии.
После смерти Афонсу Пены 14 июня 1909 года занял президентское кресло, став на тот момент самым молодым президентом Бразилии (всего 41 год).
Период правления Песаньи был достаточно краток. Наиболее знаменательным событием его президентства стало создание Национальной службы защиты индейцев. Таким образом, правительство Бразилии впервые со времён основания государства официально обратило внимание на проблемы коренного населения. Также создал Министерство сельского хозяйства, торговли и промышленности и инициировал создание системы технического образования в Бразилии.
После окончания президентских полномочий Песанья два года путешествовал по Европе. Вернувшись на родину, занял кресло сенатора от Рио-де-Жанейро (1913). В 1914 году вновь был избран губернатором штата Рио-де-Жанейро. В 1917—1918 годах занимал пост министра иностранных дел Бразилии.
Был масоном, с 1917 по 1919 год занимал должность великого мастера Великого востока Бразилии.
В 1921 году заявил о своём намерении баллотироваться в президенты от оппозиционного политического течения «Республиканское противодействие», образованного буржуазно-помещичьими кругами штатов Риу-Гранди-ду-Сул, Рио-де-Жанейро, Баия и Пернамбуку. Главным его соперником стал правительственный кандидат Артур Бернардис. Между конкурентами завязалась острая борьба (в прессе были опубликованы подложные письма, в которых политик якобы оскорблял бывшего президента Эрмеса да Фонсеку, которая в марте 1922 года закончилась поражением Песаньи, который смог набрать лишь 41 % голосов против 59 % Бернардиса. Также считалось, что Песанья дал указания ретушировать свои фотографии, чтобы скрыть происхождение мулата.
После этого не принимал участия в политической жизни Бразилии.
Похоронен на кладбище Святого Иоанна Крестителя в Рио-де-Жанейро.

## Память
Именем Песаньи назван муниципалитет Нилу-Песанья в штате Баия.

## Награды и звания
Был награждён Большим крестом португальского военного ордена Сантьяго (1920).